# Dipinti di Giambattista Tiepolo per Aranjuez

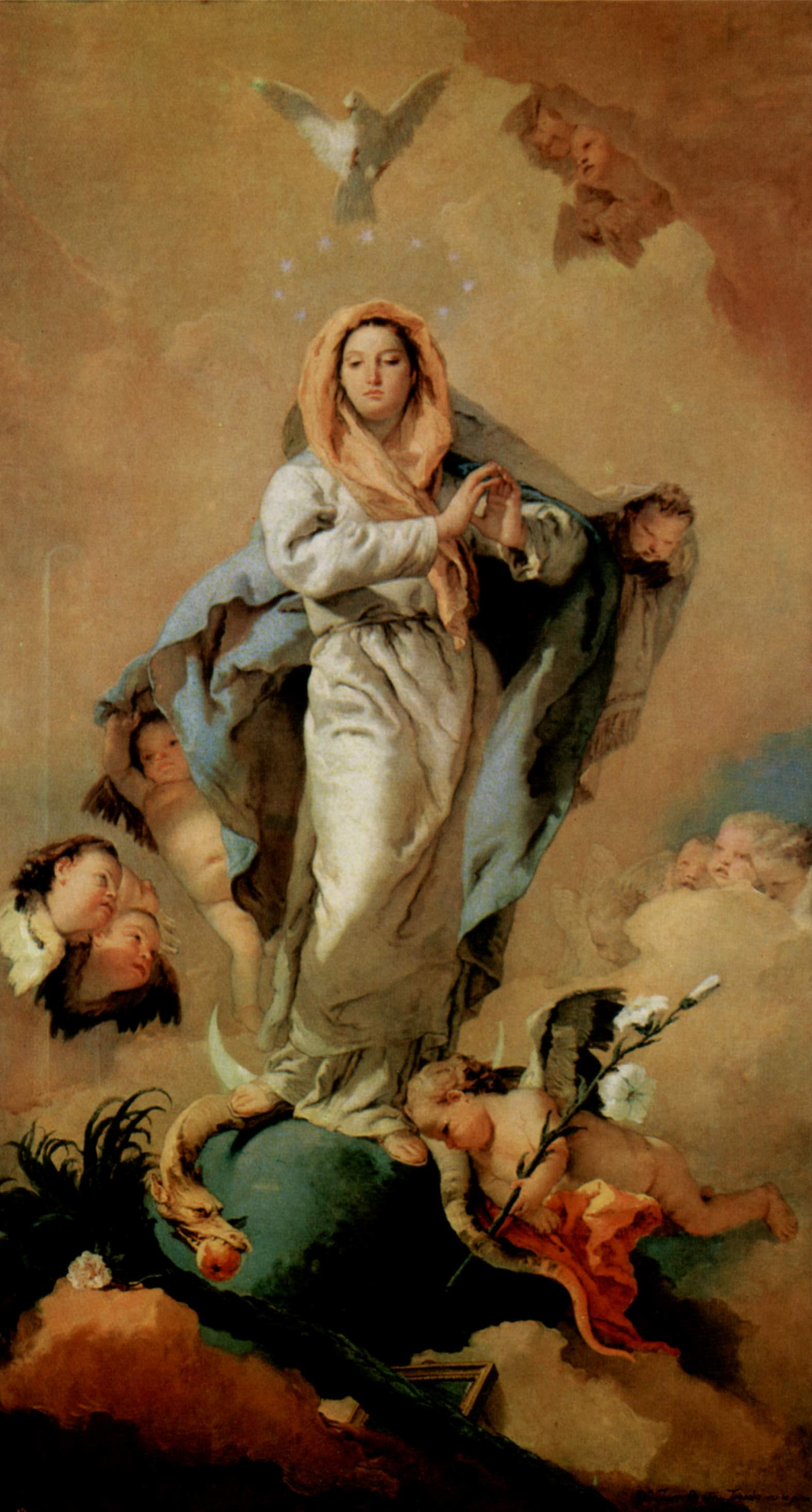
Immacolata Concezione, 1769, olio su tela, 279x152 cm, Madrid, Museo del Prado

Il Ciclo di San Pascual de Aranjuez è un gruppo sette di pale dipinte nel 1769 da Giambattista Tiepolo e figli per la costruenda chiesa di San Pasquale Baylon ad Aranjuez. 
Fu l'ultima commissione pubblica che Tiepolo riuscì a realizzare prima della morte, ma anche sfortunata, in quanto l'artista si spense improvvisamente prima di poter vedere le opere collocate nella chiesa. Inoltre, solo due mesi dopo l'installazione, Carlo III decise di sostituire le tele con opere "più moderne".

## Storia e descrizione
La chiesa di San Pasquale Baylon con l'annesso convento dei francescani riformati da san Pietro d'Alcantara, fu la prima istituzione religiosa fondata da Carlo III a più di dieci anni dalla sua incoronazione come re di Spagna. 

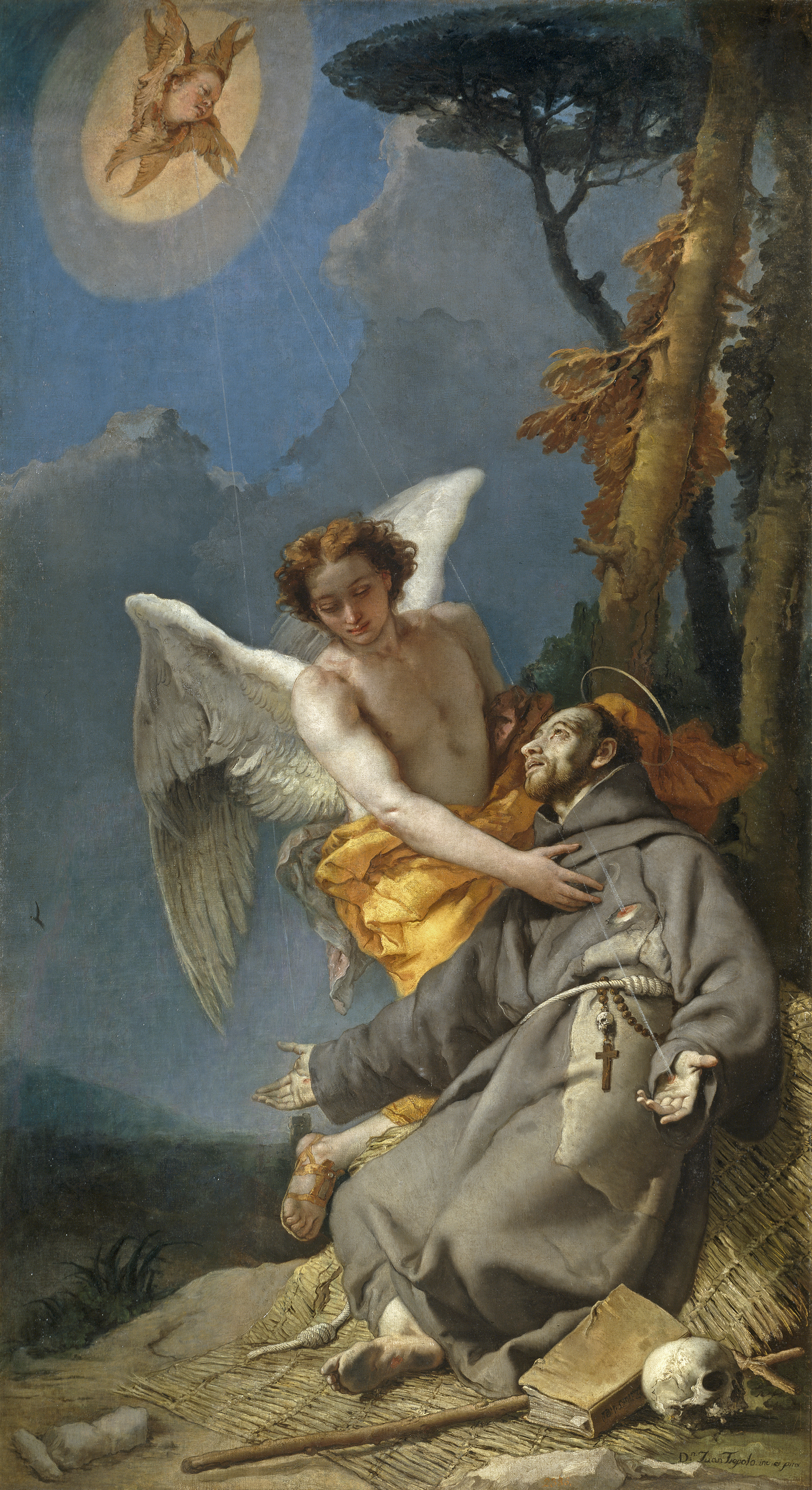
San Francesco riceve le stigmate, 1769, olio su tela, 278x153 cm, Madrid, Museo del Prado

La località di Aranjuez era la residenza primaverile della famiglia reale e della corte, attrezzata sia con il fastoso palazzo sia dai lussureggianti giardini bagnati dalle acque del Tago.
Progettista della chiesa era il romano Marcelo Fonton ma sottoposto alla supervisione del «primo architetto» reale Francesco Sabatini di cui era già stato assistente a Caserta. Di fatto fu l'unico progetto del Fanton, almeno in Spagna, perché subito dopo dovette ritirarsi per le sue gravi condizioni di salute. In realtà sopra a tutti vegliava un altro personaggio il potente frate alcantarino Joaquin de Eleta, confessore del re.
A gennaio del 1767 la costruzione, iniziata nel 1765, era in uno stato relativamente avanzato quando e Tiepolo aveva da poco terminato gli affreschi per il palazzo reale di Madrid. Il pittore scrisse allora una lettera al segretario del re Miguel de Muzquiz, proponendosi di rimanere in Spagna per eseguire i lavori di pittorici per la nuova chiesa. Alla fine di marzo ricevette l'incaricato di dipingere le pale per i sette altari.  

### Tiepolo e i rapporti con l'entourage della corte
Nonostante l'apprezzamento degli affreschi al palazzo reale la situazione di Tiepolo non era facile in Spagna. Il marchese di Squillace, suo protettore, era stato costretto a lasciare la carica di ministro delle finanze e ormai la variazione del gusto verso lo stile neoclassico era più che sensibile. Tiepolo, a differenza di Mengs, continuava ad essere tenuto fuori, e anche ignorato, dall'Academia Real e dai suoi escamotages, né era ammesso agli ambienti di corte.
Sarebbe sbagliato pensare che questo dipendesse da un'animosità tra i due pittori che si trovavano sempre in luoghi differenti a svolgere i loro lavori, dipendeva invece dagli intrighi e dal controllo politico esercitato da funzionari e nobili nell'Accademia contro cui lo stesso Mengs espresse, anni dopo, le sue pesanti osservazioni.

Su questo fuoco soffiava la critica corrosiva di Johann Joachim Winckelmann che affermava testualmente «Tiepolo fa più in un giorno che Mengs in una settimana, ma quegli appena veduto è dimenticato, mentre questi rimane immortale». Da Winckelmann peraltro la rapidità di esecuzione del veneziano era vista come un difetto, ovvero non lasciava tempo all'elaborazione intellettuale dell'opera. 

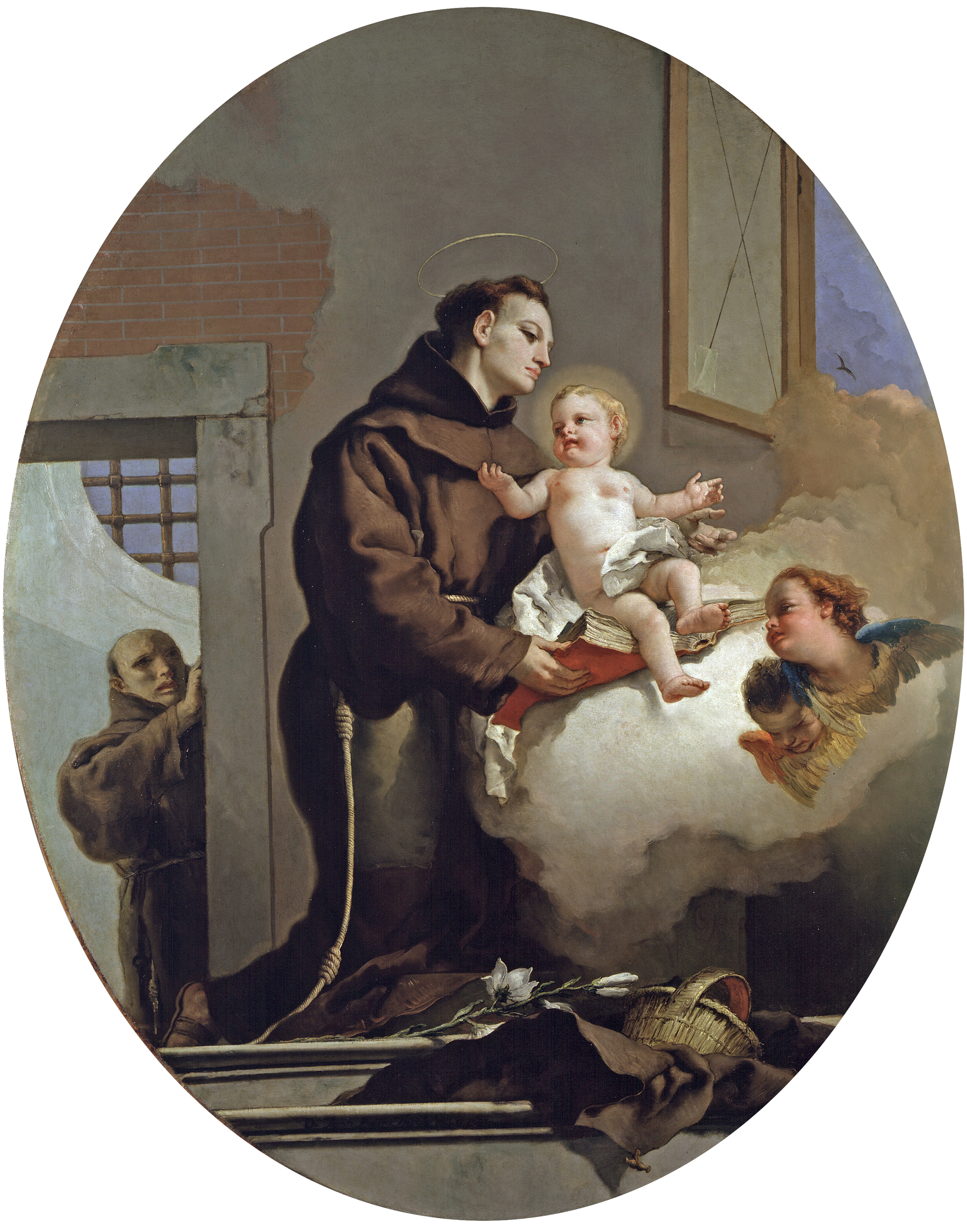
Sant'Antonio da Padova col Bambino,1769, olio su tela, 225x176 cm, Madrid, Museo del Prado

È indicativo che nella prima corrispondenza con la corte Tiepolo fu anche costretto a chiedere che gli fosse espressamente assegnato un ambiente idoneo come studio per poter dipingere i grandi teleri, un «proporcionado laboratorio» come era già stato concesso a Mengs e ad altri artisti.
E, qui ad Aranjuez, l'atteggiamento di padre Eleta, geloso interprete del protocollo reale, volto a tener lontano Tiepolo da sé e dalla corte, atteggiamento che poi si manifesterà in avversione per l'insieme decorativo realizzato, non era certo confortante.

### La commissione delle pale
L'incarico prevedeva una serie di tele con temi devozionali fortemente sostenuti dai francescani e allo stesso tempo modelli ispirativi per la vita ascetica degli alcantarini.

La pala dell'altar maggiore, la Visione del Santissimo Sacramento di San Pasquale Baylon (centinata e di dimensioni maggiori – forse circa 3,5 x 2 m), doveva essere naturalmente dedicata al titolare della chiesa, un frate dell'ordine alcantarino che per umiltà aveva sempre rifiutato di divenire sacerdote scegliendo di vivere in assoluta povertà.

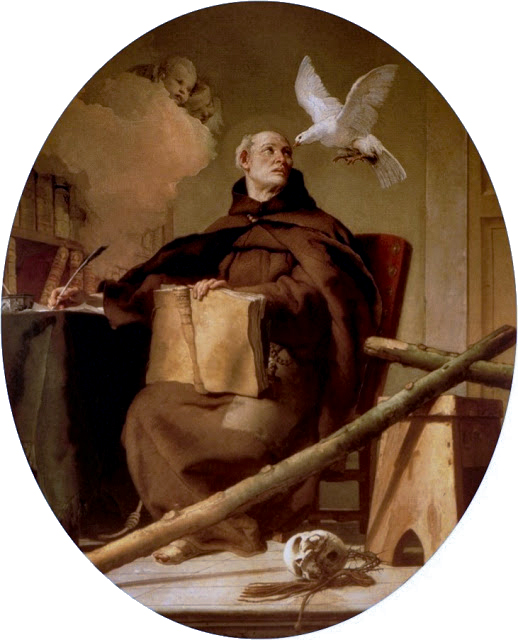
San Pietro di Alcantara, 1769, olio su tela, 217x167 cm, Madrid, Palazzo Reale

Due pale rettangolari da porre sugli altari che fiancheggiavano il presbiterio (2,8 x 1,5 m circa) con l'Immacolata concezione – un tema particolarmente sentito in Spagna e un dogma di cui i francescani furono propugnatori fino alla sua ufficializzazione del 1854 – e San Francesco d'Assisi riceve le stimmate, dedicato al fondatore dei frati minori e modello da seguire nell'imitazione di Cristo.
Altre due pale, all'incirca delle medesime dimensioni ma centinate, erano da porre verso il centro della navata: San Giuseppe col Bambino Gesù – San Giuseppe era stato scelto come patrono del regno di Spagna dal 1689 e, fra gli altri, proprio Pietro d'Alcantara aveva molto scritto su di lui; San Carlo Borromeo medita sopra il crocifisso, il santo, importante figura della controriforma e cardinale protettore dei francescani oltre che santo eponimo del re, era anche considerato un esempio per la sua vita contemplativa.
Infine due pale di forma ovale e un po' più piccole (2,2 x 1,7 m circa) erano destinate al fondo della chiesa e rappresentavano il teologo dei primi francescani, con un Sant'Antonio da Padova col Bambino Gesù, e il fondatore dei francescani alcantarini, il riformatore San Pietro d'Alcantara.
All'inizio di agosto dello stesso anno i bozzetti erano già pronti e furono spediti alla residenza reale estiva della Granja de San Ildefonso. Carlo III ne rimase soddisfatto e a settembre Giambattista, aiutato dai figli Giandomenico e Lorenzo, iniziò a dipingere le tele per finirle all'inizio di agosto del 1769.

### Il destino delle pale finite
La chiesa però non era ancora finita così scrisse a padre de Eleta per avere istruzioni, ma non fu degnato di una risposta. Allora il 29 agosto 1769 provò a scrivere al de Muzquiz, ora elevato a ministro delle finanze, che le opere erano pronte in attesa di approvazione o di indicazioni per le eventuali correzioni. Fu invece lo stesso Carlo III che pochi giorni dopo gli rispose manifestando la propria approvazione e affidandogli la nuova commissione per la decorazione della cupola della collegiata della Trinità a la Granja de Sant'Ildefonso. 
Le pale dovettero attendere nello studio del pittore fino al maggio del 1770, dovevano essere già collocate il 17, il giorno dedicato a san Pasquale e scelto dell'inaugurazione della chiesa.  Ormai però Giambattista era morto, da oltre un mese, il 27 marzo. Soltanto la pala con San Carlo Borromeo non venne mai installata perché l'altare previsto era stato invece dedicato al Cristo crocifisso e vi era già stata collocata una scultura (forse il Cristo crocifisso in agonia, una scultura in avorio di un ignoto artista italiano, donata da papa Clemente XIII a Carlo III).
La scelta di Tiepolo era stata quella di evitare l'enfasi e lo sconfinamento in citazioni da pittura profana e così nelle «disadorne pale d'Aranjuez […] v'è una insolita rinuncia ad elementi spettacolari» che distogliessero il pittore dall'interpretazione strettamente spirituale. I suoi personaggi sono presentati come "eroi solitari" intenti in un silenzioso raccoglimento e «tutti erano concepiti in termini meditativi e non drammatici» in «quell'umore di quietismo e densa umanità che sembra caratterizzare gli ultimi anni». Sui primi piani, come suo solito, rappresentò alcuni oggetti simboleggianti le loro occupazioni o i loro usi. Appena accennata è la componente paesaggistica ma comunque evocativa infatti «forse il Tiepolo più autentico è da cercare nella serie di opere religiose per la chiesa di Aranjuez, in cui il paesaggio è preponderante come eco dei sentimenti, come confessione di insicurezza e di angoscia».
Già nel novembre 1770 Carlo III decise di sostituire tutti i dipinti di Tiepolo e padre de Eleta avvertì Sabatini che Francisco Bayeu e Salvador Maella erano già stati incaricati di dipingere le cinque pale laterali mentre Raphael Mengs avrebbe dipinto più tardi quella dell'altar maggiore. 
Le prime tele furono sostituite dopo il 1772 mentre quella del Mengs fu dipinta nel 1775 dopo il suo ritorno da Napoli. La cattiva sorte colpì anche questi dipinti, anzi fu peggiore: quasi tutti sparirono durante la guerra civile spagnola e non ne resta alcuna documentazione fotografica.

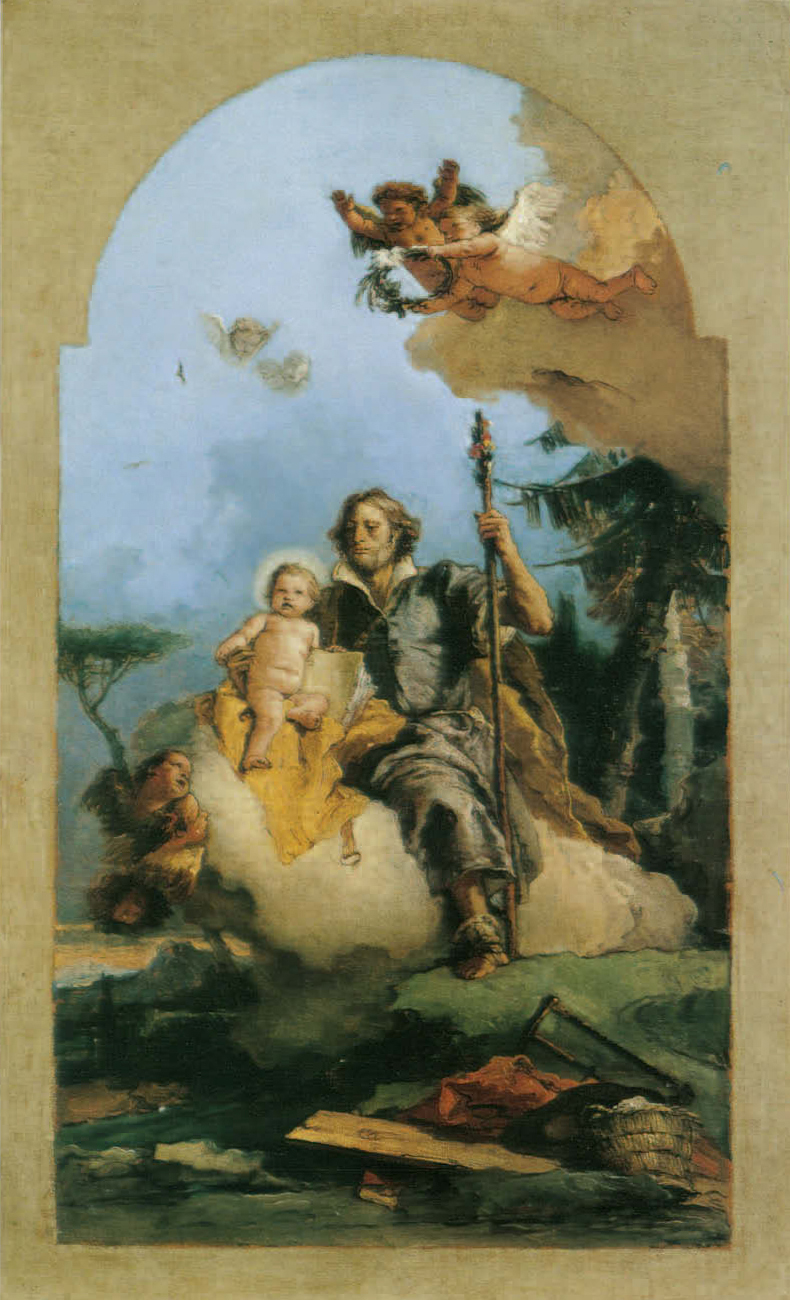
San Giuseppe col Bambino, bozzetto, 1767, olio su tela, 63x38 cm, Londra, Courtlaud Institute
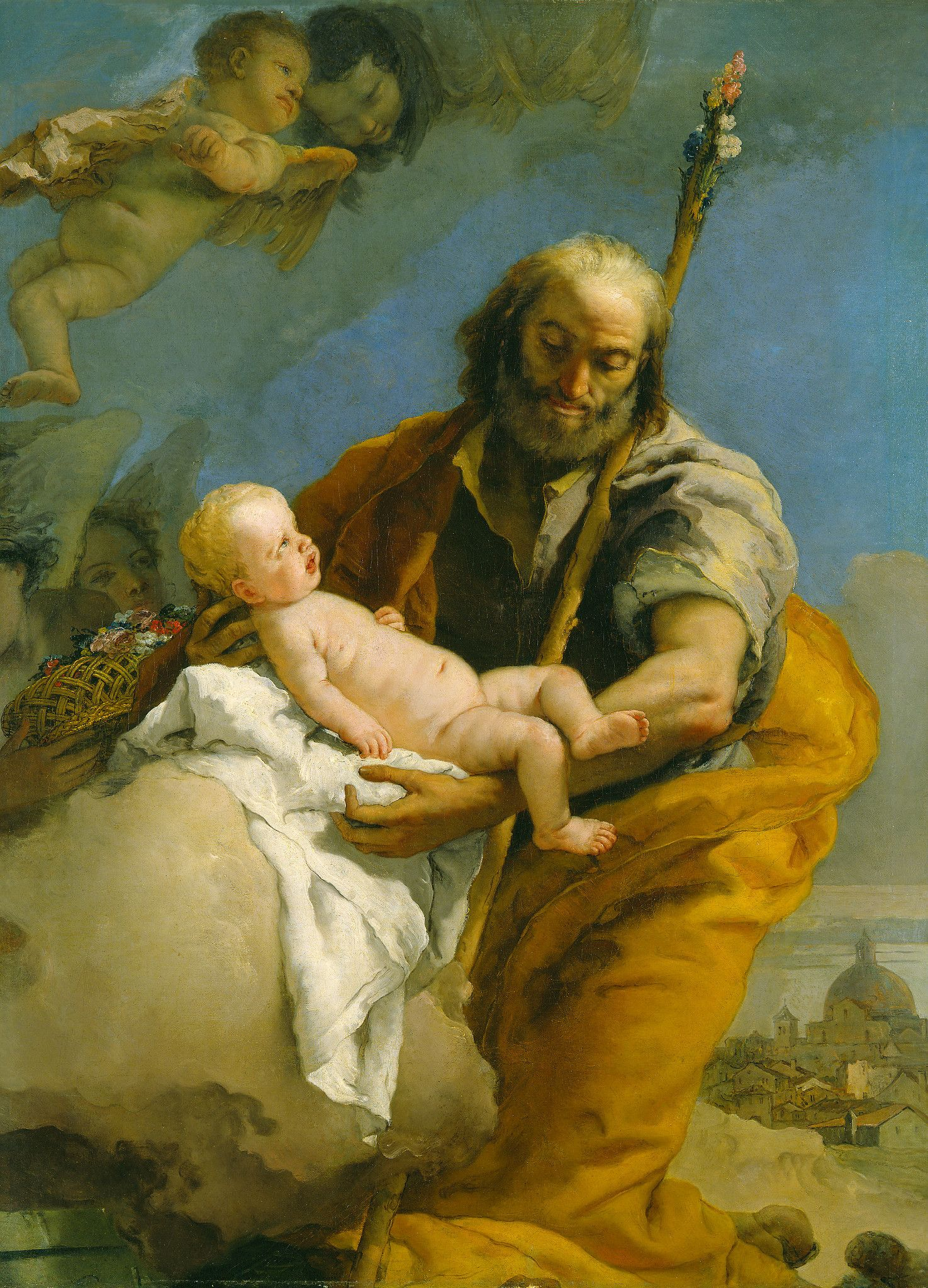
San Giuseppe col Bambino, frammento centrale, 1769, olio su tela, 154x110 cm, Detroit Institute of Arts
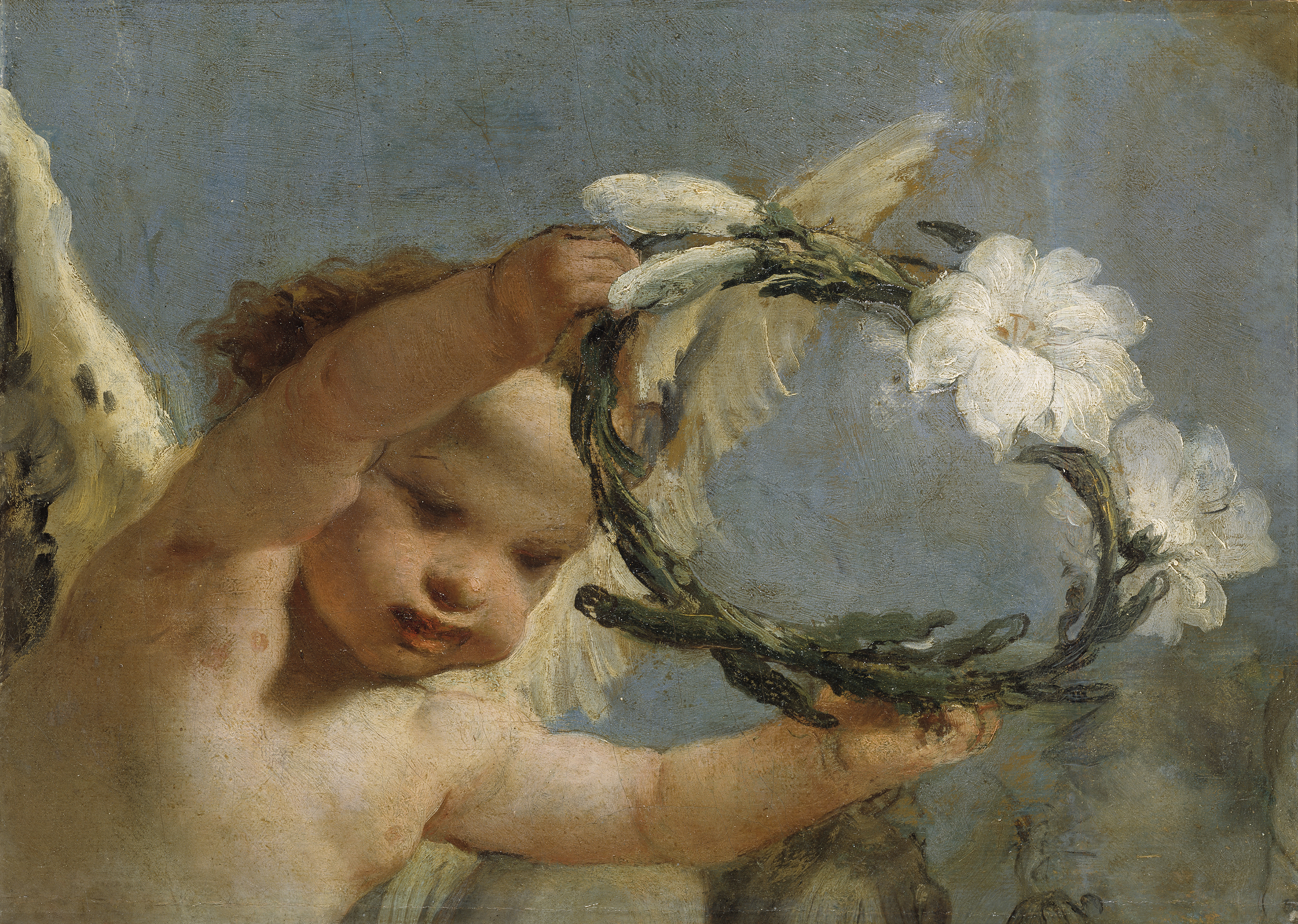
Cherubino con corona di gigli, frammento del San Giuseppe, 1769, olio su tela, 40x53 cm, Madrid, Museo del Prado
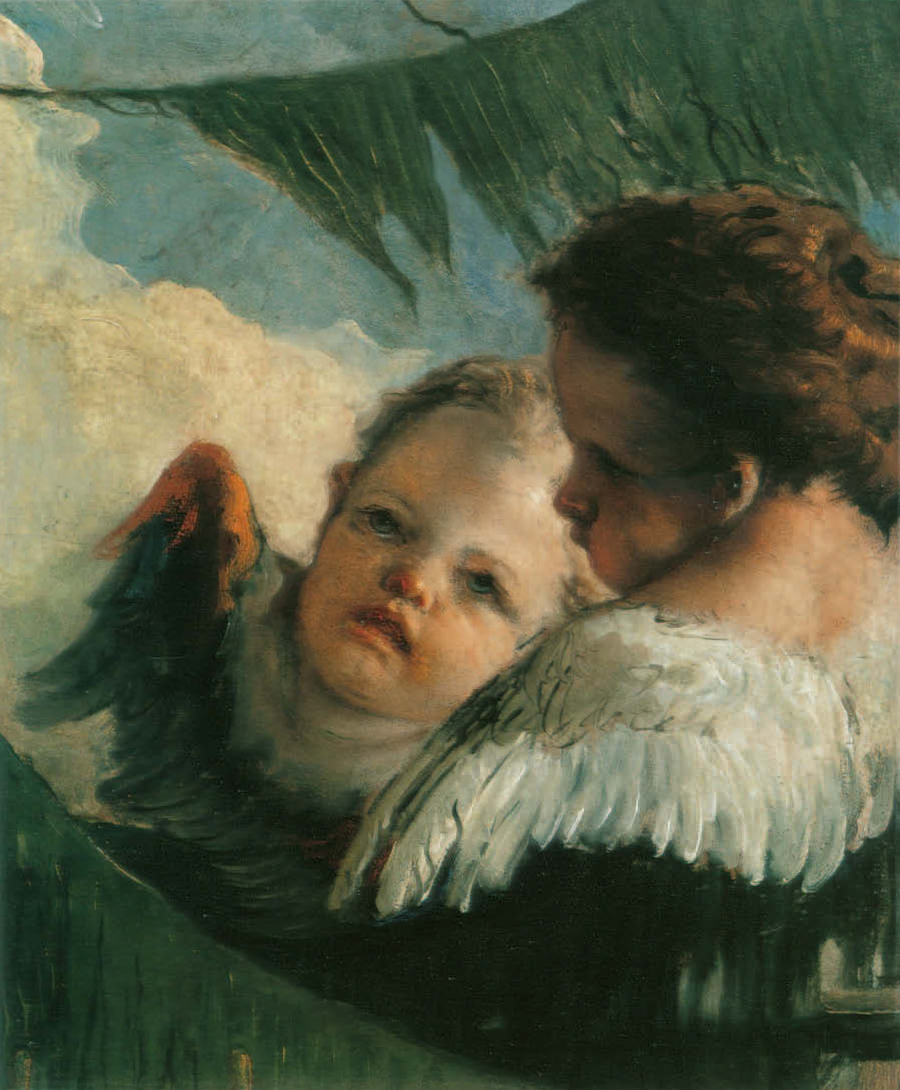
Due cherubini, frammento del San Giuseppe, 1769, olio su tela, 50,8x41,5 cm, Londra, Courtlaud Institute
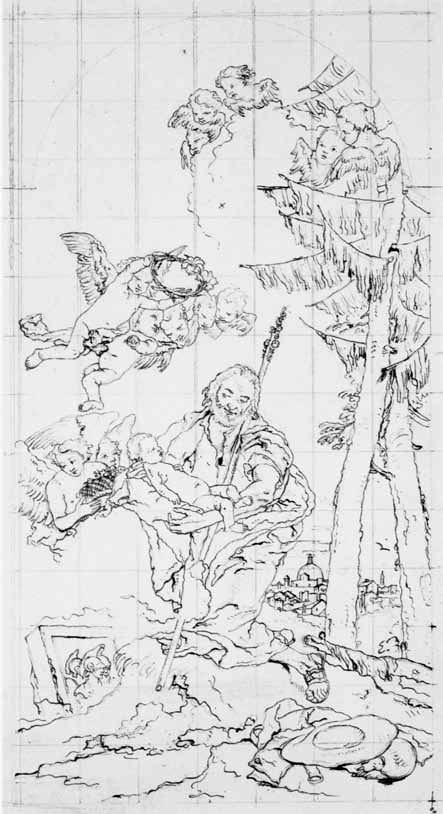
Giandomenico Tiepolo (attribuito), Rilievo della pala definitiva di San Giuseppe col Bambino, 1770, penna su carta, Vevey (Svizzera), Musèe Jenisch

I dipinti di Tiepolo vennero spostati all'interno dell'attiguo convento e tre furono anche tagliati. Nel primo Ottocento alcune tele furono rimosse: l'Immacolata Concezione fu trasferita al Prado e alcune furono vendute. Quando il convento fu soppresso nel 1836 vi rimanevano solo i due ovali di Sant'Antonio da Padova e San Pietro d'Alcantara.
Attualmente quattro pale sono state recuperate ed esposte al Prado oltre ad una al Palazzo reale di Madrid, la sola parte centrale sopravvissuta del San Carlo Borromeo è conservata dal Cincinnati Art Museum. Del San Giuseppe col Bambino una porzione maggiore, con le due figure principali, si trova al Detroit Institute of Arts mentre ulteriori due frammenti con cherubini sono divisi tra il Prado e il Courtauld Institute.
Dei bozzetti non ci sono pervenuti quelli dei due ovali mentre tutti gli altri sono giunti, con differenti acquisizioni, al Courtauld Institute, e qui sono esposti. A documentare le opere finite e poi smembrate rimangono due incisioni di Lorenzo e Giandomenico Tiepolo (San Pasquale e San Carlo) e un disegno del San Giuseppe, attribuito a Giandomenico.